# München Hauptbahnhof
München Hauptbahnhof este principala gară feroviară din orașul München. În prezent (2023) are un trafic zilnic de peste 450.000 de călători, fiind astfel a treia gară ca mărime din Germania, după Hamburg și Frankfurt (Main) Hauptbahnhof.

## Trenuri internaționale
- ICE/TGV: München - Paris Est
- WB⁠(de)[traduceți]: München - Salzburg - Wien Westbf.
- Railjet: München - Salzburg - Wien Hauptbahnhof - Budapest Keleti
- ECE: München - Winterthur - Zürich Hauptbahnhof
- EuroCity: Münster - Düsseldorf - Köln Hbf - Mannheim - München - Villach - Klagenfurt
- EuroCity: Frankfurt Hbf - Stuttgart - München - Graz
- EuroCity: München - Innsbruck - Milano Centrale
- Nightjet: Innsbruck - München - Utrecht - Amsterdam
- Nightjet: München - Bologna - Firenze - Roma Termini
- Nightjet: Stuttgart - München - Udine - Treviso - Venezia Santa Lucia
- Euronight: Stuttgart - Ljubljana - Zagreb / Rijeka